# Camp Funston
Koordinaten: 39° 5′ 46,4″ N, 96° 43′ 35,4″ W

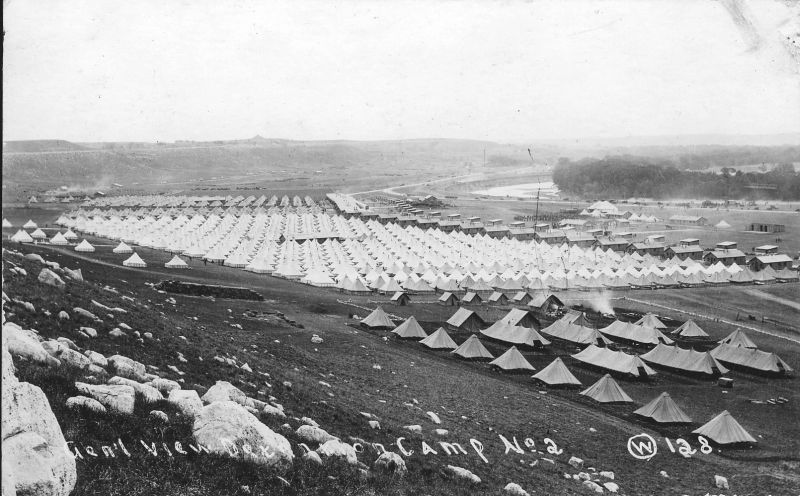
Camp Funston 1918 oder 1919

Camp Funston war ein Ausbildungslager der US Army während der Zeit des Ersten Weltkriegs, benannt nach dem Anfang 1917 verstorbenen General Frederick N. Funston. Es lag in Kansas und gehörte zu der Militärbasis Fort Riley. Im Schnitt befanden sich 56.000 junge Rekruten in diesem Lager, die hier für ihren Einsatz an der Front in Europa ausgebildet wurden.
Medizingeschichtlich ist das Camp Funston von Bedeutung, weil hier einer der ersten Ausbrüche der Spanischen Grippe belegt ist und sich zumindest teilweise der Ansteckungsverlauf rekonstruieren lässt: Im Januar und Februar 1918 hatte der im Haskell County praktizierende Landarzt Loring Miner einen starken Anstieg von Grippeerkrankungen mit ungewöhnlich heftigem Verlauf festgestellt. Er war darüber so beunruhigt, dass er unter anderem im Public Health Reports des U.S. Public Health Service eine Warnung vor dieser Grippe veröffentlichte. Belegt ist, dass aus Haskell County Ende Februar mindestens drei Personen nach Camp Funston reisten, die dort zwischen dem 28. und 2. März eintrafen. Am 4. März erkrankte ein im Lager arbeitender Koch. Drei Wochen später waren in dem Lager 1.100 Rekruten schwer krank. Durch Truppenverlagerungen wurde von Camp Funston aus der Krankheitserreger in andere Ausbildungslager und von dort in US-amerikanische Großstädte übertragen. Möglicherweise lässt sich auch der Ausbruch in Europa auf Infizierte aus Camp Funston zurückführen. Grippeerkrankungen mit dem typisch ungewöhnlich heftigen Verlauf sind aus der französischen Hafenstadt Brest für den 10. April belegt. Auch Rekruten aus Camp Funston wurden in dieser Zeit nach Europa verlagert und hatten Brest als ersten Einlaufhafen.